# Niño de Orce
El fósil BL02-J54-100 o Niño de Orce es un diente de leche que podría ser el resto humano más antiguo de Europa occidental. Es un fósil de Homo sp. de unos 1,4 millones de años descubierto por el equipo de Bienvenido Martínez Navarro en 2002 en el yacimiento de Barranco León, en el municipio de Orce, Granada (España). Junto al diente aparecieron restos de huesos de herbívoros e industria lítica.

## Publicación del descubrimiento
El fósil fue reconocido como resto homínido en 2008 y hecho público en 2013 por I. Toro-Moyano et al., pero la revista Journal of Human Evolution suspendió en un principio la publicación hasta que no fuesen mencionados los trabajos de Josep Gibert, después de la queja presentada por el hijo del científico.